# Phymatodes maculicollis
Phymatodes maculicollis là một loài bọ cánh cứng trong họ Cerambycidae.